# Skinshape
 (avril 2024).
William Dorey (né le 20 juin 1991 à Swanage, Royaume-Uni), plus connu sous le nom de Skinshape, est un chanteur, multi-instrumentiste et DJ britannique basé à Londres. Sa musique a des sonorités funk, indie, soul, reggae, rock psychédélique, afrobeat et folk.
En plus du projet Skinshape, Dorey a été bassiste pour le groupe Palace de 2012 à 2017,. Il possède son propre label, Horus Records, qui réédite des morceaux de reggae jamaïcain des années 60-80,.

## Biographie et carrière
Dorey débute dans la musique à l'adolescence en créant des morceaux de hip-hop instrumentaux à partir d'expérimentations sur des magnétophones.
Il est alors influencé par Pink Floyd, le Bonzo Dog Doo-Dah Band, la musique psychédélique des années 1960, le reggae roots, l'afrobeat et le funk. Il cite aussi parmi ses influences les artistes Donald Byrd, Ennio Morricone, Helene Smith ou Lee Scratch Perry.
Dorey écrit la musique et les paroles et joue lui-même de la plupart des instruments, tout en fournissant la plupart des voix.

## Discographie

### Albums
- Skinshape LP (2014), Melting Records
- Oracolo (2015), Beatnik Creative
- Life & Love (2017), Dloaw & Co.
- Filoxiny (2018), Lewis Recordings
- Arrogance is the Dead of Men (2020), Lewis Recordings
- Umoja (2020), Lewis Recordings
- Nostalgia (2022), Lewis Recordings
- Craterellus Tubaeformis (2023), Lewis Recordings

### Singles et EPs
- Mandala (2015)
- Summer (2016), Beatnik Creative
- I Didn't Know (2019), Gemini (46)
- Soul Groove (2021), Lewis Recordings
- Another Side Of Skinshape (2024), Lewis Recordings